# Dmitrij Gołban
Dmitrij Korniejewicz (Korniliewicz) Gołban, ros. Дмитрий Корнеевич (Корнильевич) Голбан (ur. ?, zm. 22 sierpnia 1971 w Madrycie) – rosyjski wojskowy (sztabskapitan), emigracyjny działacz wojskowy.
Brał udział w I wojnie światowej. Za odwagę awansował na młodszego oficera. Był odznaczony Orderem Św. Jerzego. Wstąpił do wojsk białych. Służył w markowskiej brygadzie artylerii, dochodząc do stopnia sztabskapitana. W listopadzie 1920 r. ewakuował się wraz z resztkami wojsk białych z Krymu do Gallipoli. Zamieszkał w Bułgarii, gdzie należał do emigracyjnych organizacji rosyjskich grupujących byłych żołnierzy. W 1936 r. przyjechał do ogarniętej wojną domową Hiszpanii, gdzie wstąpił ochotniczo do wojsk gen. Francisco Franco. Służył w rosyjskim oddziale wojskowym w składzie batalionu Donna Maria de Molina. Doszedł do stopnia porucznika. Był odznaczony m.in. hiszpańskim krzyżem wojennym. Po zakończeniu wojny służył w armii hiszpańskiej w wyższej szkole wojennej.